# Rayleigh-Gesetz (Magnetismus)
Das Rayleigh-Gesetz (benannt nach seinem Entdecker John William Strutt, 3. Baron Rayleigh) beschreibt die Änderung der Magnetisierung von ferromagnetischem Material bei magnetischen Feldstärken {\displaystyle H} kleiner als die Koerzitivfeldstärke {\displaystyle H_{c}.}
Ferromagnetische Materialien bestehen aus weissschen Bezirken, welche durch Bloch-Wände voneinander getrennt sind. Wird nun ein kleines magnetisches Feld {\displaystyle H} an das Material angelegt, so wachsen diese weissschen Bezirke, da die Bloch-Wände sich verschieben. Rayleigh leitete daraus die lineare und quadratische Abhängigkeit der Magnetisierung {\displaystyle M} von der Feldstärke her:
{\displaystyle M=\chi _{0}\cdot H+\alpha _{R}\cdot \mu _{0}\cdot H^{2}}
mit
- der magnetischen Anfangssuszeptibilität {\displaystyle \chi _{0}}, welche die anfängliche Magnetisierbarkeit der Materie in dem kleinen Feld {\displaystyle H} angibt
- der Rayleigh-Konstante {\displaystyle \alpha _{R}}, die die irreversiblen Barkhausensprünge beschreibt
- der magnetischen Feldkonstanten {\displaystyle \mu _{0}.}

In analoger Weise kann das Rayleigh-Gesetz auch verwendet werden, um die Änderung der elektrischen Polarisation von ferroelektrischem Material bei kleinen elektrischen Feldern zu beschreiben.